# الصحة النفسية في فلسطين

توصف الصحة النفسية للفلسطينيين بأنها من بين الأسوأ في العالم

وفق المعايير الغربية فإن الصحة النفسية للفلسطينيين تُوصف بأنها من بين الأسوأ في العالم، حيث يصل أكثر من نصف البالغين الفلسطينيين إلى عتبة تشخيص الاكتئاب، ويعاني جزء كبير من الأطفال الفلسطينيين من ضائقة نفسية، خصوصًا في الضفة الغربية وقطاع غزة. ويُعزى هذا الانتشار المرتفع للاضطراب النفسي بين السكان الفلسطينيين إلى تقاطع عدد من العوامل، بما في ذلك التعرض للصراع والحروب، وسوء الظروف المعيشية، والقيود المفروضة على الحركة بسبب الاحتلال الإسرائيلي.

## التركيبة السكانية

### مسح الأحوال النفسية للفلسطينيين 2022 (PPCS)
أجرت مجموعة البنك الدولي في عام 2022 دراسة، بالتعاون مع الجهاز المركزي للإحصاء الفلسطيني، والمركز الدولي للأمن والتنمية، وZentrum Überleben، تهدف إلى فهم تقاطع العوامل المختلفة التي تساهم في ضعف الصحة النفسية بين الفلسطينيين. وقد وُصف هذا المسح بأنه أول استطلاع تمثيلي على المستوى الوطني حول هذا الموضوع. أجريت الدراسة على عينة تمثيلية مكونة من 5,876 بالغًا فلسطينيًا من قطاع غزة والضفة الغربية، والذين جرى تقييمهم باستخدام عدد من الاستبيانات.

### الاكتئاب
وقد أظهر المسح أن 58% من المشاركين قد وصلوا إلى الحد الأدنى لتشخيص الاكتئاب. ومن بين المشاركين من قطاع غزة، بلغت نسبة مَن يُمكن تشخيصهم بأنهم قد وصلوا لحد الاكتئاب قرابة 71%، في حين بلغت نسبة الانتشار بين المشاركين من الضفة الغربية 50%. ولم تختلف شدة أعراض الاكتئاب بشكل كبير بين الرجال والنساء. وارتبط انتشار الاكتئاب بقوة بدرجة الفقر.

### اضطراب ما بعد الصدمة
استوفى قرابة 7% من المشاركين في المسح معايير تشخيص اضطراب ما بعد الصدمة، مع اختلاف بسيط في معدل الانتشار بين المشاركين من غزة والضفة الغربية. وفي حين أن هذا الرقم أقل من معدل الانتشار الذي حصلت عليه الدراسات السابقة، فقد يُعزى ذلك إلى الدراسات السابقة التي أجرت أبحاثًا في أعقاب إحدى الأزمات مباشرة.

### تقرير منظمة إنقاذ الطفولة 2022
في عام 2022، أصدرت منظمة أنقذوا الطفولة تقريرًا بعنوان "محاصرون"، والذي تضمن إجراء مقابلات مع 488 طفلاً و160 من الآباء ومقدمي الرعاية للأطفال، وذلك لتقييم تأثير الحصار المفروض على قطاع غزة على الصحة النفسية للأطفال. أظهر التقرير أن 80% من الأطفال قد أبلغوا عن تعرضهم لضغوط عاطفية، وأن 59% وصلوا إلى حالة إيذاء أنفسهم، وأن 55% منهم وصلوا للتفكير في الانتحار.

### الحرب الإسرائيلية على غزة 2023-2024
ساهمت أسابيع من الغارات الجوية والانفجارات المتواصلة في التدمير النفسي للأطفال في غزة. فبعد أكثر من 220 يومًا من القصف، أصيب الأطفال بصدمة شديدة، شملت أعراضها التشنج والعدوان والتبول في الفراش والعصبية. وأظهرت التقارير أن 90% من الأطفال في مستشفيات الأطفال في غزة ظهرت عليهم أعراض القلق أو أبلغوا عنها، وظهرت على الأغلبية أعراض الإجهاد اللاحق للصدمة، وأبلغ 82% عن مخاوف من الموت الوشيك. وفي 6 نوفمبر 2023، حذر المتحدث باسم اليونيسف توبي فريكر من الآثار النفسية و"الضغط الهائل" الذي يعاني منه الأطفال في غزة. وصرح رئيس منظمة الصحة العالمية تيدروس أدهانوم غيبريسوس في 17 نوفمبر أن 20 ألف شخص بحاجة إلى خدمات صحة نفسية متخصصة. وأفاد مكتب تنسيق الشؤون الإنسانية في 9 يناير 2024 أن 485,000 شخص يعانون من مشاكل في الصحة النفسية كانوا يعانون من انقطاع الرعاية. وصرح طبيب أمريكي في مارس 2024 أنه يبدو أن الجيش الإسرائيلي "يقصف عمدا ليلا للتأثير النفسي على الناس".

## خدمات الصحة النفسية

### مشروع بناء الصمود الفلسطيني
أطلقت منظمة الصحة العالمية في عام 2016، بالتعاون مع وزارة الصحة الفلسطينية، مشروع بناء القدرة على الصمود الفلسطيني، والذي تضمن دمج الصحة النفسية في الرعاية الأولية والثانوية، وتعزيز التنسيق والتأهب لحالات الطوارئ في مجال الصحة النفسية. مول ذلك المشروع الاتحاد الأوروبي (EU). وجرى تدريب ما يقرب من 1,600 شخص على مجموعة كاملة من خدمات الصحة النفسية والدعم النفسي والاجتماعي. انتهى المشروع في عام 2019.